# Kunglig Majestät

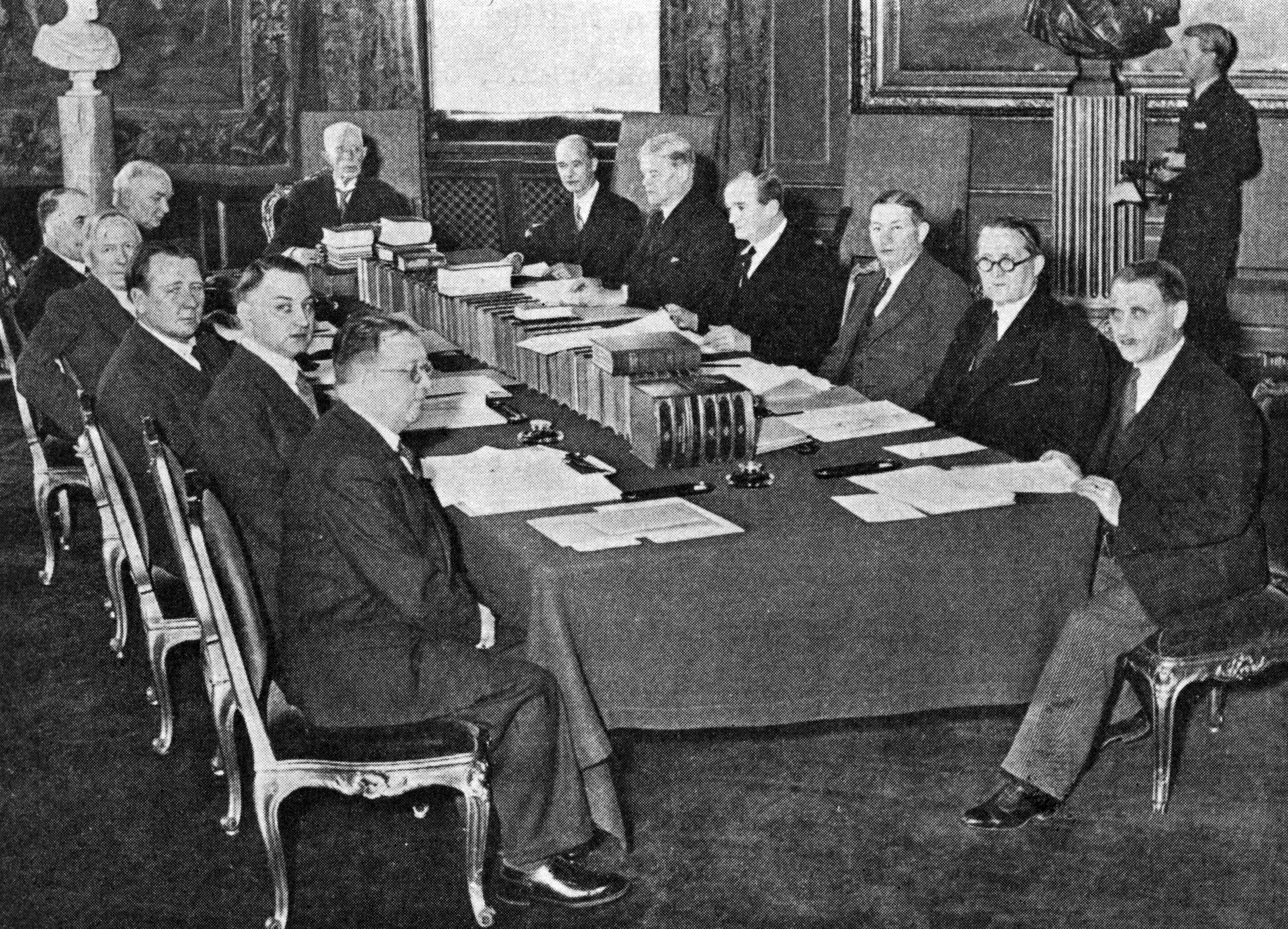
Konselj på Stockholms slott 1938. Per Albin Hansson syns i bakgrunden bredvid Gustaf V.

Kunglig Majestät (Kungl. Maj:t eller K.M:t) var i Sverige under 1809 års regeringsform (1809–1974) benämningen på det statsorgan som fattade beslut i Konungens namn. 
Oftast syftade det på den verkställande regeringsmakten (även benämnt som Konungen i statsrådet eller bara Konungen), men också på den högsta domsmakten: Högsta domstolen och Regeringsrätten. Domar utfärdades av justitieråden och regeringsråden i kungens namn. Med tiden kom kungens medverkan i regeringsärenden att stegvis övergå från en reell maktposition till ett de facto formellt deltagande för att expediera beslut som på förhand var uppgjorda inom ministären.
I formell mening var det, när 1809 års regeringsform var i kraft, kungen (eller i dennes frånvaro kronprins- eller prinsregent) som undertecknade alla beslut i regeringsärenden efter att kungens utnämnda rådgivare (statsråden) föredragit ärenden inför denne i konselj. Besluten kontrasignerades alltid av ett statsråd, vanligen det föredragande i ärendet. Kunglig Majestät som begrepp för kungamakten/regeringsmakten avskaffades genom 1974 års regeringsform och ersattes av regeringen.

## Historik
Benämningen Kunglig Majestät kan härledas till 1500-talet, då Erik XIV antog titeln Majestät, liksom alltfler kungar (Danmark, Frankrike, England med flera) under den tiden gjorde. Det var ursprungligen en titel som den tysk-romerske kejsaren hade och som hade sitt ursprung i den romerske kejsarens titulatur. Ordet majestät är ursprungligen latin och betyder "storhet" (Maiestas, böjs Maiestat). "Kunglig" lades till för att skilja den kungliga majestättiteln från den kejserliga.
Kunglig Majestät används flitigt i 1719 års regeringsform, 1720 års och 1772 års regeringsformer som benämning på konungen och konungamakten. I 1809 års regeringsform användes den enbart i inledningen, i presentationen av lagtextens namn, men användes ofta i andra lagtexter och dokument som beteckning för kungamakten så länge denna regeringsform var i kraft.
Benämningen användes i alla beslut och dokument som utfärdades av Konungen i statsrådet samt i alla de utslag och domar som utfärdades av Högsta domstolen, som under denna tid ansågs utöva kungens domsrätt (1809 års RF § 17), liksom även i utslag från Regeringsrätten och Kammarrätten (dock bara i de mål där Kammarrätten var sista instans). Detta var en kvarleva från det gamla riksrådet, vars ena avdelning, Justitierevisionen, hade fungerat som högsta instans i rättsväsendet sedan medeltiden med mindre justeringar under 1600-talet. Gustav III avskaffade rådet 1789 och  inrättade Högsta domstolen.
Sista gången en kung själv deltog i dömandet var 1889, då kung Oscar II använde sina två röster i ett mål i Högsta domstolen och därmed fällde avgörandet (se NJA 1889 s. 220). Kungens personliga rösträtt i HD upphörde 1909. Någon personlig rösträtt hade alltså kungen aldrig i den år 1909 instiftade Regeringsrätten. HD:s domar utfärdades under Kungl. Maj:ts sekret, dvs. försågs med rikssigillet, något som kallades sekretering.